# Ilona Kopocińska
Ilona Kopocińska (ur. 11 stycznia 1938 w Ostrzeszowie, zm. 3 sierpnia 2016 w Trzebnicy) – polska matematyczka, profesor doktor habilitowany.

## Życiorys
Urodzona jako Aniela Grell. Jej ojciec był prawnikiem. Maturę zdała w Liceum Towarzystwa Przyjaciół Dzieci w Krakowie, tam też rozpoczęła studia matematyczne na UJ, by po dwóch latach przenieść się do Wrocławia, gdzie w 1960 ukończyła studia na tamtejszej Wyższej Szkole Ekonomicznej. 
Otrzymała doktorat w 1966 na WSE, następnie podjęła pracę na Wydziale Matematyki i Informatyki Uniwersytetu Wrocławskiego.
W 1972 uzyskała stopień doktora habilitowanego, w 1988 tytuł profesora nauk matematycznych.
Zmarła w szpitalu w Trzebnicy, została pochowana w rodzinnym grobowcu na cmentarzu w Ostrzeszowie. 
Jej mężem był Bolesław Kopociński (ur. 1939), również profesor matematyki UWr..

## Odznaczenia
- Złoty Krzyż Zasługi[1]
- Krzyż Kawalerski Orderu Odrodzenia Polski[1]